# Ernst Brotuff
Ernst Brotuff (auch Ernestus Brotufius; * 1497 in Merseburg; † wahrscheinlich 1565 ebenda) war ein deutscher Jurist und Historiker.

## Leben
Brotuff trat 1516 seine erste nachweisbare Stellung als Schreiber beim Benediktinerkloster St. Petri in Merseburg an. Es ist unbekannt, wo er seine Schulbildung erhalten hat und das Studium der Rechtswissenschaft absolvierte. 1525 erhielt er die Stellung als Rat und Anwalt des Klosters. Nachdem dort der Abt Mauritius 1543 verstorben war und er sich der Reformation angeschlossen hatte, erhielt er eine Anstellung als Syndicus der Stadt Merseburg.
Brotuff wurde 1550 von Kurfürst Moritz von Sachsen zum Schulverwalter der jungen Fürstenschule von Pforta ernannt. Er war die dritte Person seit der Gründung, die dieses Amt innehatte. Nach zwei Jahren kehrte er nach Merseburg zurück und nahm dort das Bürgermeisteramt an. Hier soll er wohl 1565 verstorben sein.
Brotuffs Werke sind größtenteils von Fehlern durchzogen. Seine Genealogie des Hauses Anhalt erhielt durch das Vorwort von Philipp Melanchton einen historischen Wert.

## Werke (Auswahl)

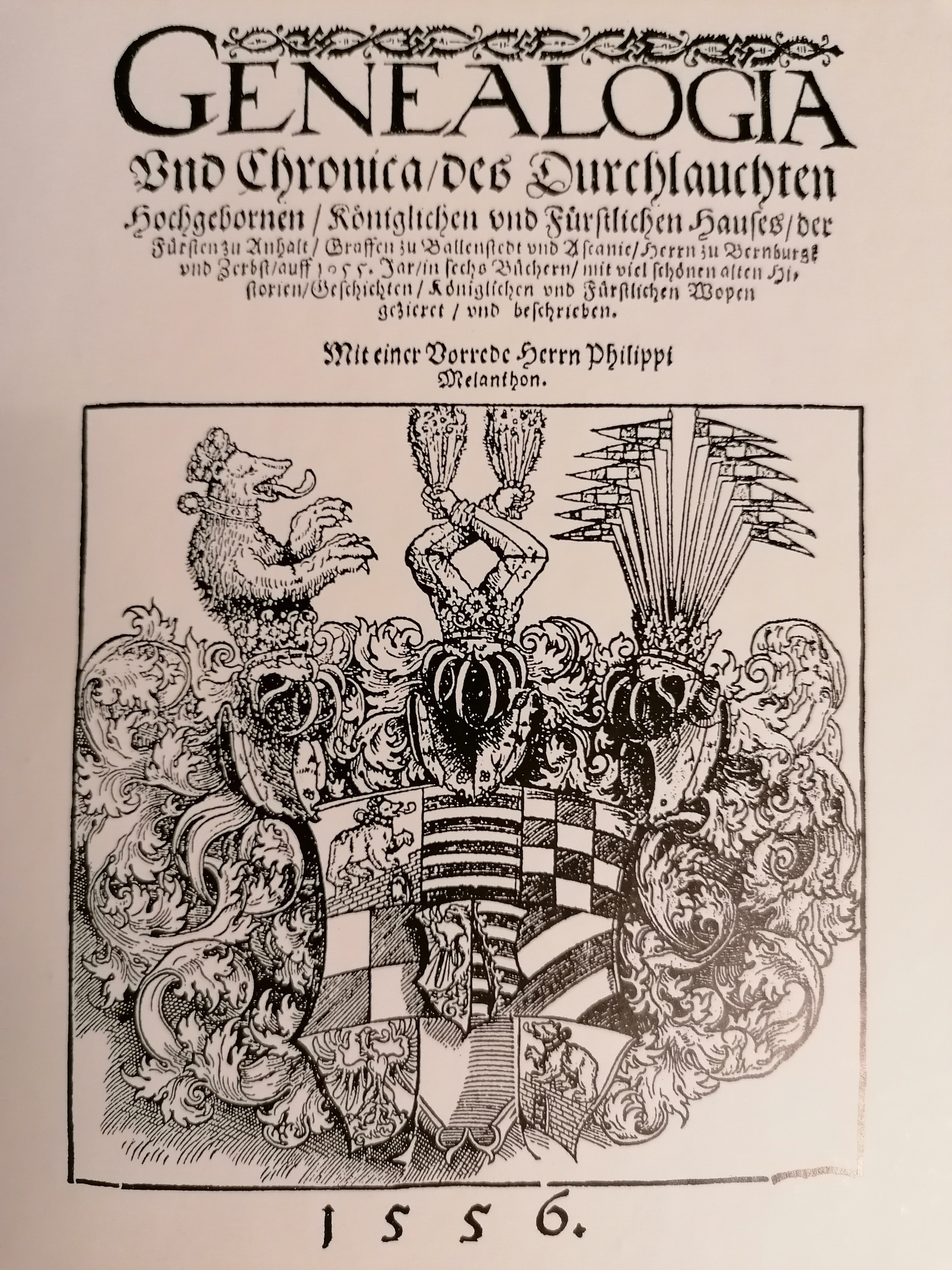
Genealogia Vnd Chronica des … Hauses der Fürsten zu Anhalt

- Chronica von den Saltz-Bornen und Erbauung der Stadt Halle; verfasst 1554, aber erst 1679 posthum veröffentlicht in: Gottfried Olearius: Halygraphia aucta et continuata, Orts- und Zeit-Beschreibung der Stadt Hall in Sachsen, Vermehret und biß an das itzt lauffende 1679 Jahr erweitert; (Hrsg.) Halle 1679 – einsehbar als PDF in
- Chronika von den Antiquiteten des Keiserlichen Stiffts der Römische Burg und Stadt Marsburg an der Salah bey Türingen. Wolrab, Bautzen 1556.
- Historia. Gantz lustig zu lesen, von dem Tewren Kriegshelden, Hochberuempten Fuersten … Herrn Wiprecht, Marggraffen zu Lausnitz, Burggraffen zu Magdeburgk vnd Leisnick … Bärwald, Leipzig 1556.
- Genealogia Vnd Chronica des … Hauses der Fürsten zu Anhalt, Graffen zu Ballenstedt vnd Ascanie, Herrn zu Bernburgk vnd Zerbst. Berwaldt, Leipzig 1556.
- Historia Martisbvrgica : Darinnen Chronica Ditmari, Bischoffs zu Marssburg, von seiner Zeit Geschichte, nemlich Käyser Henrici Aucupis, Ottonis Magni, Ottonis II., Ottonis III. und Henrici Claudi … beschrieben. Gros, Leipzig 1606 (überarbeitet herausgegeben von Georg Hahn).